# Harlan (Iowa)
Harlan település az Amerikai Egyesült Államok Iowa államában, Shelby megyében, melynek megyeszékhelye is. Lakosainak száma 4893 fő (2020. április 1.).

## Népesség
A település népességének változása:

| 2010 | 5 106 |
| 2020 | 4 893 |